# Лаос на Светском првенству у атлетици на отвореном 2015.
Лаос је учествовао на Светском првенству у атлетици на отвореном 2015. одржаном у Пекингу од 22. до 30. августа а представљао ју је један такмичар који се такмичио у трци на 110 м препоне,
На овом првенству Лаос није освојио ниједну медаљу, нити је оборен неки рекорд.

## Резултати

### Мушкарци
| Атлетичар      | Дисциплина    | Лични рекорд        | Квалификације | Квалификације | Полуфинале           | Полуфинале           | Финале               | Финале       | Детаљи |
| Атлетичар      | Дисциплина    | Лични рекорд        | Резултат      | Место         | Резултат             | Место                | Резултат             | Место        | Детаљи |
| -------------- | ------------- | ------------------- | ------------- | ------------- | -------------------- | -------------------- | -------------------- | ------------ | ------ |
| Xaysa Anousone | 110 м препоне | 14,17 (-0,3 м/с) НР | 14,74         | 9. у гр 3     | Није се квалификовао | Није се квалификовао | Није се квалификовао | 37 / 37 (42) |        |